# Aniba ferrea
Aniba ferrea är en lagerväxtart som beskrevs av K. Kubitzki. Aniba ferrea ingår i släktet Aniba och familjen lagerväxter. Inga underarter finns listade i Catalogue of Life.